# Feigentalhimmel
Feigentalhimmel är en bergstopp i Österrike.   Den ligger i distriktet Liezen och förbundslandet Steiermark, i den centrala delen av landet, 190 km väster om huvudstaden Wien. Toppen på Feigentalhimmel är 1 964 meter över havet, eller 245 meter över den omgivande terrängen. Bredden vid basen är 2,7 km.
Terrängen runt Feigentalhimmel är kuperad norrut, men söderut är den bergig. Närmaste större samhälle är Ebensee, 12,3 km nordväst om Feigentalhimmel. 
Trakten runt Feigentalhimmel består i huvudsak av gräsmarker. Runt Feigentalhimmel är det ganska glesbefolkat, med 25 invånare per kvadratkilometer.